# Andō Shunsuke
Andō Shunsuke (安藤 駿介 Andō Shunsuke, sinh ngày 10 tháng 8 năm 1990 ở Setagaya, Tokyo) là một cầu thủ bóng đá người Nhật Bản hiện tại thi đấu cho Kawasaki Frontale.

## U-21 Nhật Bản
Ngày 23 tháng 9 năm 2010, Andō được chọn vào đội hình U-21 Nhật Bản tham dự Đại hội Thể thao châu Á 2010 tổ chức ở Quảng Châu, Trung Quốc.

## Thống kê sự nghiệp

### Câu lạc bộ
Cập nhật đến ngày 23 tháng 2 năm 2018.
| Câu lạc bộ        | Mùa giải | Giải vô địch | Giải vô địch | Cúp1    | Cúp1      | Cúp Liên đoàn2 | Cúp Liên đoàn2 | Châu lục3 | Châu lục3 | Tổng    | Tổng      |
| Câu lạc bộ        | Mùa giải | Số trận      | Bàn thắng    | Số trận | Bàn thắng | Số trận        | Bàn thắng      | Số trận   | Bàn thắng | Số trận | Bàn thắng |
| ----------------- | -------- | ------------ | ------------ | ------- | --------- | -------------- | -------------- | --------- | --------- | ------- | --------- |
| Kawasaki Frontale | 2009     | 0            | 0            | 0       | 0         | 0              | 0              | 0         | 0         | 0       | 0         |
| Kawasaki Frontale | 2010     | 0            | 0            | 0       | 0         | 0              | 0              | 0         | 0         | 0       | 0         |
| Kawasaki Frontale | 2011     | 4            | 0            | 0       | 0         | 1              | 0              | -         | -         | 5       | 0         |
| Kawasaki Frontale | 2012     | 1            | 0            | 0       | 0         | 2              | 0              | -         | -         | 3       | 0         |
| Shonan Bellmare   | 2013     | 10           | 0            | 1       | 0         | 4              | 0              | -         | -         | 15      | 0         |
| Kawasaki Frontale | 2014     | 0            | 0            | 0       | 0         | 0              | 0              | 0         | 0         | 0       | 0         |
| Kawasaki Frontale | 2015     | 0            | 0            | 0       | 0         | 0              | 0              | -         | -         | 0       | 0         |
| Kawasaki Frontale | 2016     | 0            | 0            | 0       | 0         | 1              | 0              | -         | -         | 1       | 0         |
| Kawasaki Frontale | 2017     | 0            | 0            | 0       | 0         | 0              | 0              | 0         | 0         | 0       | 0         |
| Tổng              | Tổng     | 15           | 0            | 1       | 0         | 8              | 0              | 0         | 0         | 24      | 0         |

1Bao gồm Cúp Hoàng đế Nhật Bản.
2Bao gồm J. League Cup.
3Bao gồm Giải vô địch bóng đá các câu lạc bộ châu Á.

## Danh hiệu

### Kawasaki Frontale
- J1 League (1): 2017

### Nhật Bản
- Đại hội Thể thao châu Á (1): 2010